# Billboard Hot 100 cuối năm 2016

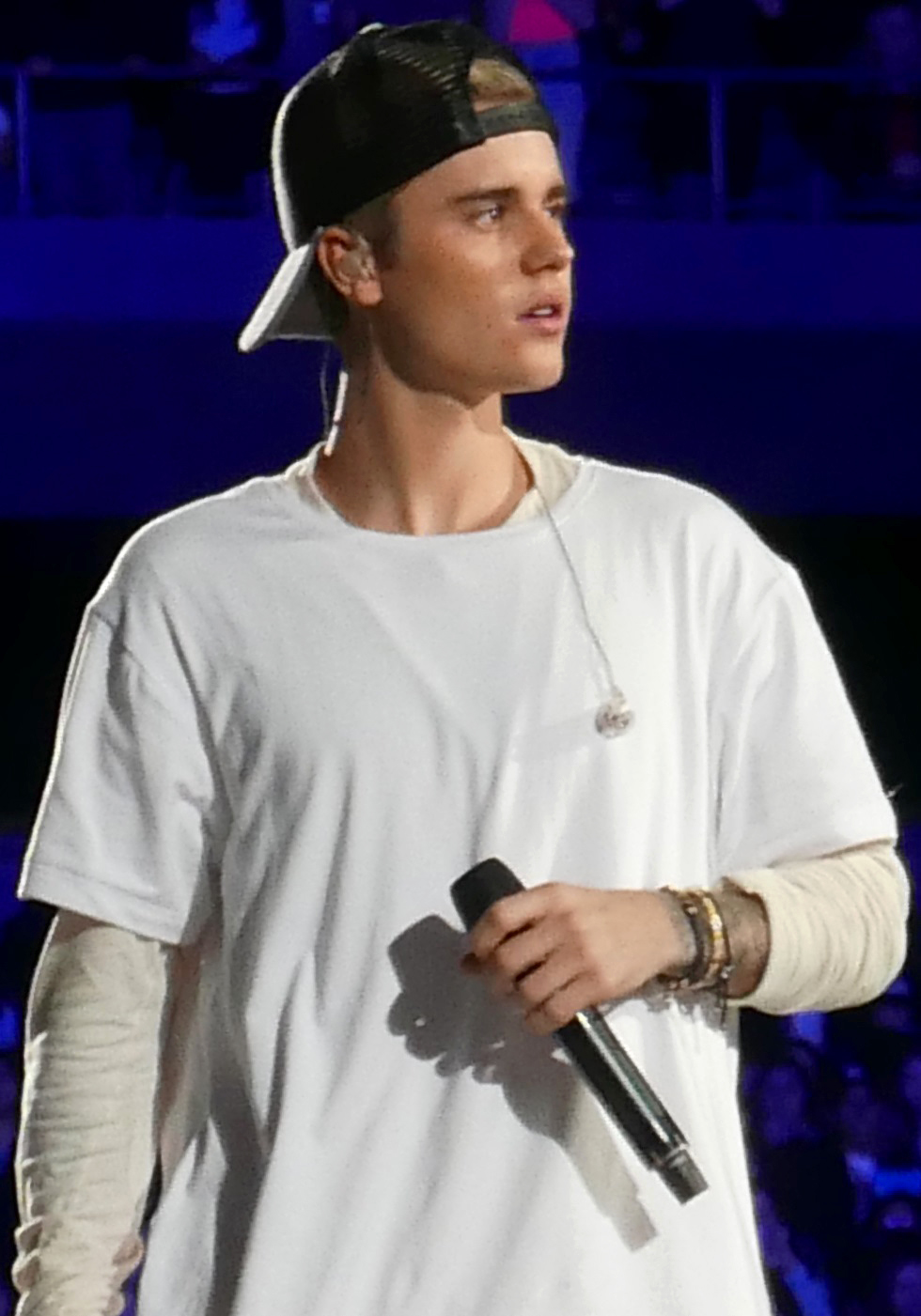
"Love Yourself" của Justin Bieber đứng vị trí đầu bảng, khi đứng đầu BXH Billboard Hot 100 trong hai tuần không liên tiếp trong năm 2016. "Sorry", cũng đã đứng đầu 3 tuần, đứng #2 trong năm. Bieber là nghệ sĩ thứ ba trong lịch sử có hai bài hát nằm trong top 2 của BXH Year-End Hot 100, sau Usher và The Beatles.

Bảng xếp hạng Billboard Hot 100 là bảng xếp hạng đánh dấu những diễn biến thương mại của các đĩa đơn tại Hoa Kỳ. Vào cuối mỗi năm, Billboard sẽ phát hành một danh sách bao gồm 100 bài hát thành công nhất năm dựa trên những tiêu chí thương mại âm nhạc. Với danh sách năm 2016, nso được phát hành ngày 8 tháng 12, lấy dữ liệu từ ngày 5 tháng 12 năm 2015 đến ngày 26 tháng 11 năm 2016.

## Danh sách cuối năm

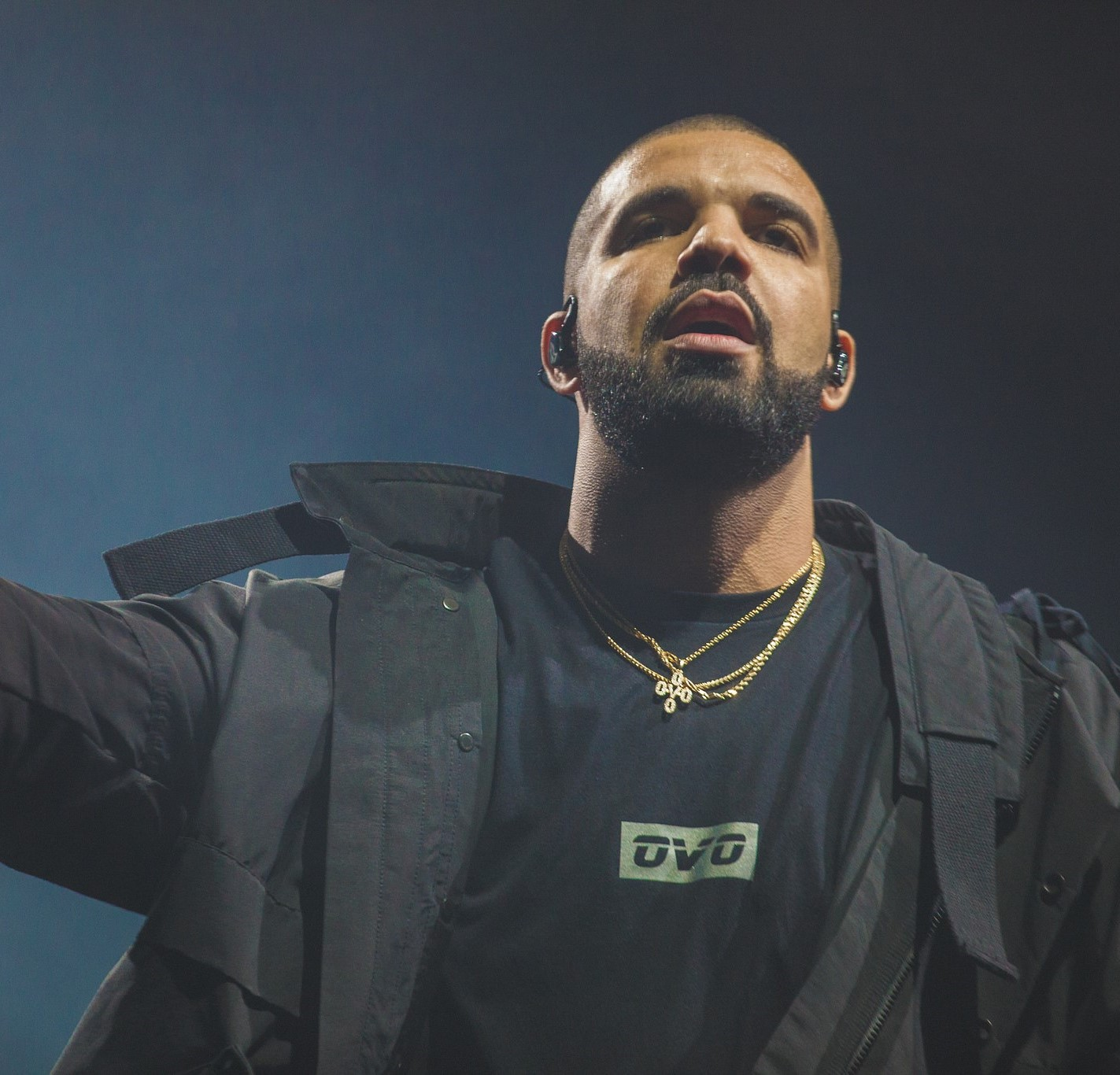
Drake có nhiều bài hát nhất trong danh sách với 8 bài, và 6 trong số đó nằm trong top 50. Xếp hạng cao nhất là "One Dance" (tại vị trí số 3) cùng Wizkid và Kyla, là bài hát đầu bảng đầu tiên của Drake tại Billboard Hot 100 dưới danh nghĩa ca sĩ hát chính.

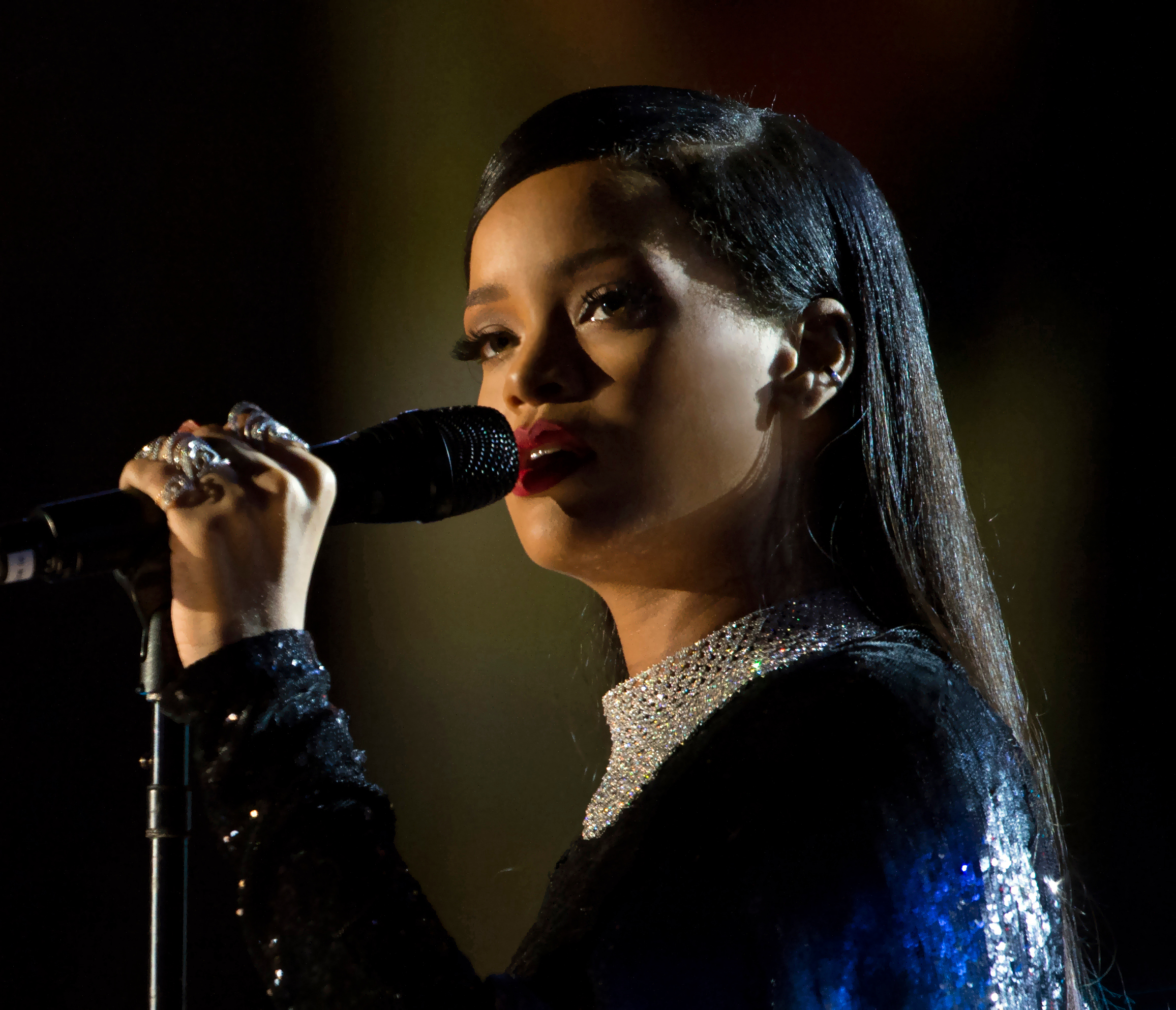
Rihanna có 4 bài hát trong top 50 bao gồm "Work" tại #4, "Needed Me" tại #13, "This Is What You Came For" tại #17 and "Too Good" tại #29.

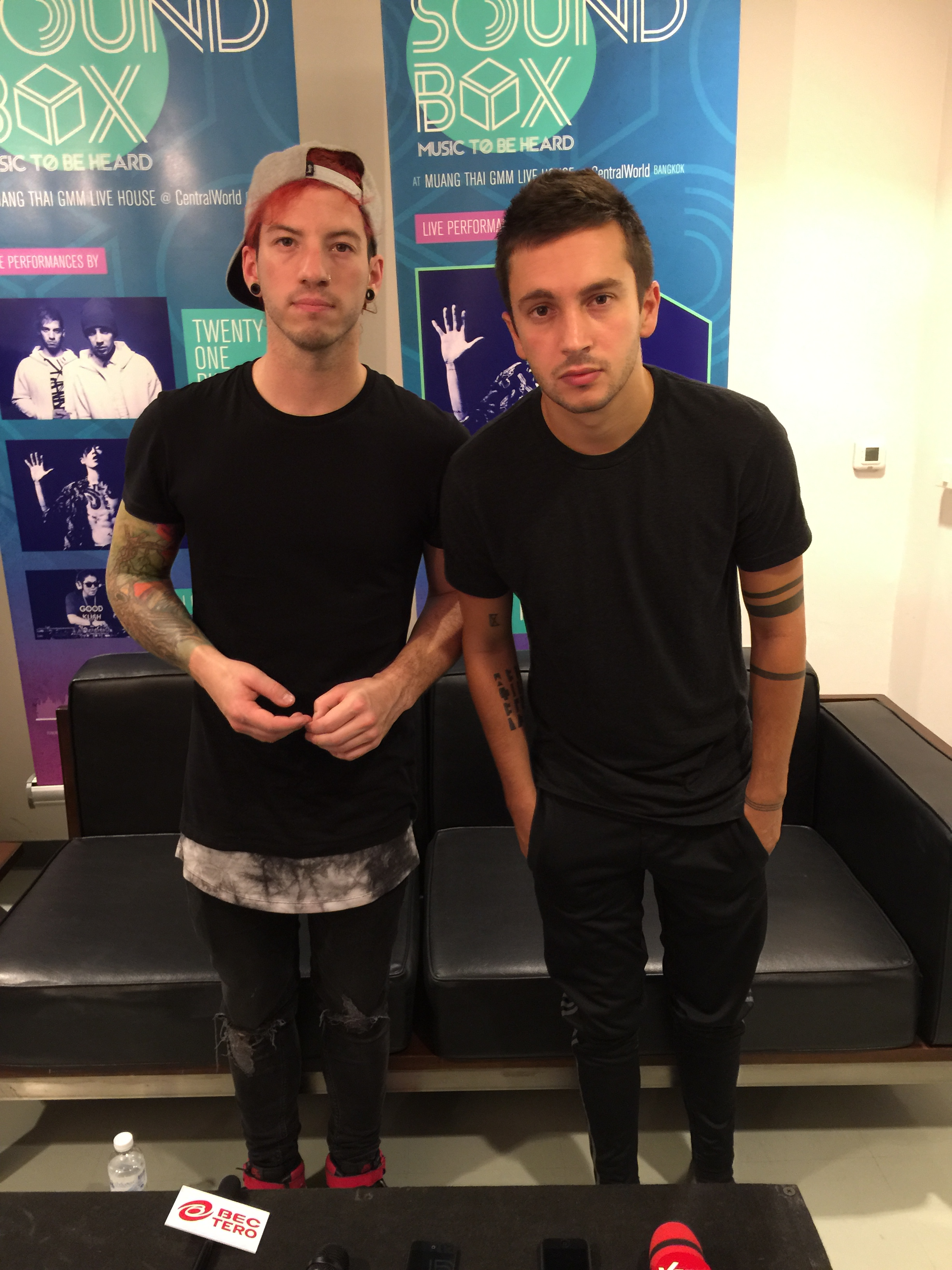
Twenty One Pilots có 3 bài hát trong top 35 với "Stressed Out" tại #5, "Ride" tại #20, và "Heathens" tại #21.

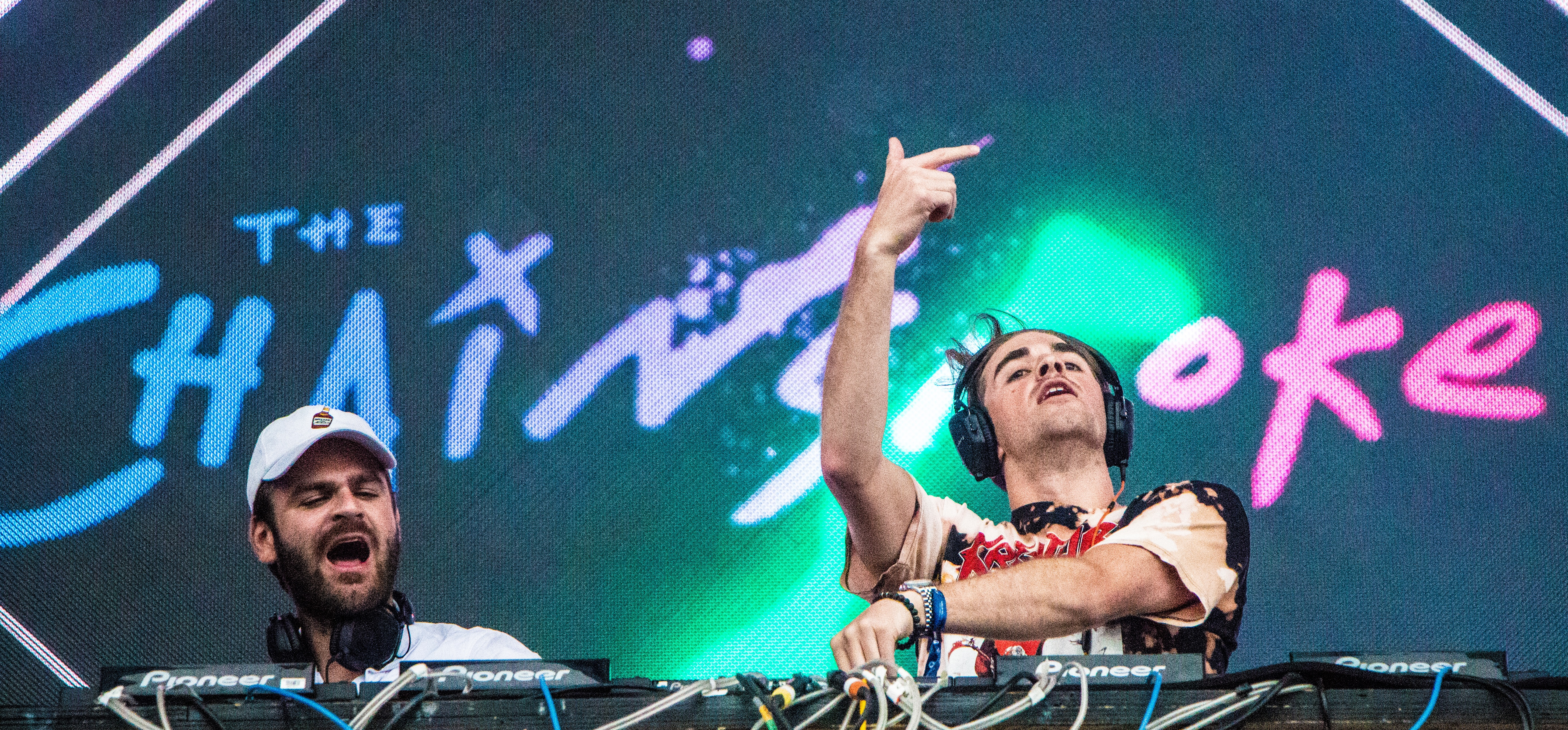
Cặp DJ Mỹ The Chainsmokers có 3 bài hát trong top 30. Một trong số đó là "Closer" (#10), không những là #1 đầu tiên của họ trên BXH mà còn là bài hát có số tuần đứng đầu nhiều nhất năm 2016.

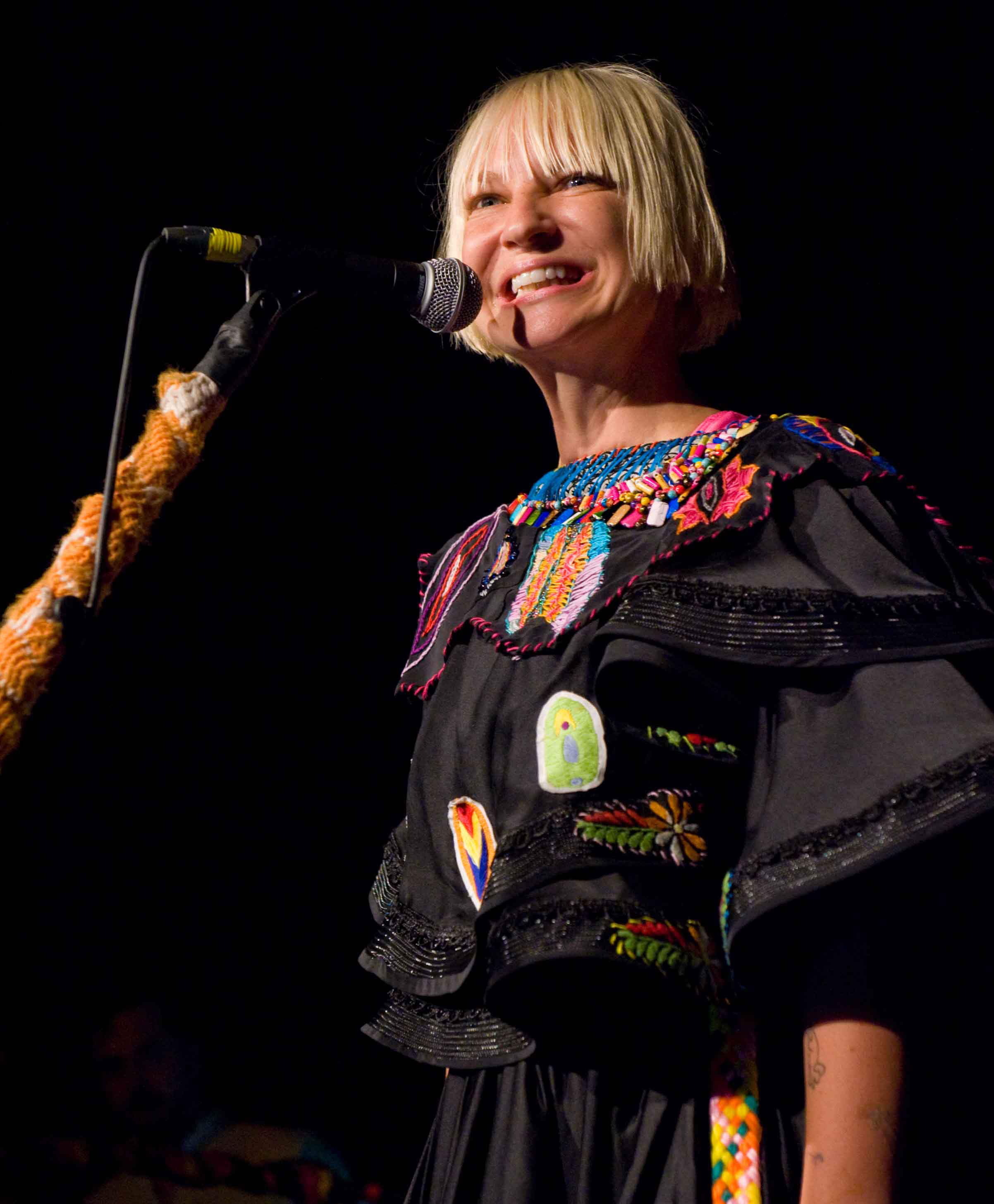
Sia trở thành người phụ nữ trên 40 tuổi đầu tiên đứng nhất Hot 100 với "Cheap Thrills" (#11) kể từ Madonna với "Music" vào năm 2000.

| STT | Tên bài hát                        | (Các) Nghệ sĩ                                                                                   |
| --- | ---------------------------------- | ----------------------------------------------------------------------------------------------- |
| 1   | "Love Yourself"                    | Justin Bieber                                                                                   |
| 2   | "Sorry"                            | Justin Bieber                                                                                   |
| 3   | "One Dance"                        | Drake hợp tác với Wizkid và Kyla                                                                |
| 4   | "Work"                             | Rihanna hợp tác với Drake                                                                       |
| 5   | "Stressed Out"                     | Twenty One Pilots                                                                               |
| 6   | "Panda"                            | Desiigner                                                                                       |
| 7   | "Hello"                            | Adele                                                                                           |
| 8   | "Don't Let Me Down"                | The Chainsmokers hợp tác với Daya                                                               |
| 9   | "Can't Stop the Feeling!"          | Justin Timberlake                                                                               |
| 10  | "Closer"                           | The Chainsmokers hợp tác với Halsey                                                             |
| 11  | "Cheap Thrills"                    | Sia hợp tác với Sean Paul                                                                       |
| 12  | "7 Years"                          | Lukas Graham                                                                                    |
| 13  | "Needed Me"                        | Rihanna                                                                                         |
| 14  | "My House"                         | Flo Rida                                                                                        |
| 15  | "I Took a Pill in Ibiza"           | Mike Posner                                                                                     |
| 16  | "Work from Home"                   | Fifth Harmony hợp tác với Ty Dolla Sign                                                         |
| 17  | "This Is What You Came For"        | Calvin Harris hợp tác với Rihanna                                                               |
| 18  | "Cake by the Ocean"                | DNCE                                                                                            |
| 19  | "Me, Myself & I"                   | G-Eazy và Bebe Rexha                                                                            |
| 20  | "Ride"                             | Twenty One Pilots                                                                               |
| 21  | "Heathens"                         | Twenty One Pilots                                                                               |
| 22  | "Pillowtalk"                       | Zayn                                                                                            |
| 23  | "Stitches"                         | Shawn Mendes                                                                                    |
| 24  | "Hotline Bling"                    | Drake                                                                                           |
| 25  | "Cold Water"                       | Major Lazer hợp tác với Justin Bieber và MØ                                                     |
| 26  | "Send My Love (To Your New Lover)" | Adele                                                                                           |
| 27  | "Roses"                            | The Chainsmokers hợp tác với Rozes                                                              |
| 28  | "Treat You Better"                 | Shawn Mendes                                                                                    |
| 29  | "Too Good"                         | Drake hợp tác với Rihanna                                                                       |
| 30  | "Low Life"                         | Future hợp tác với The Weeknd                                                                   |
| 31  | "What Do You Mean?"                | Justin Bieber                                                                                   |
| 32  | "The Hills"                        | The Weeknd                                                                                      |
| 33  | "Just Like Fire"                   | Pink                                                                                            |
| 34  | "Broccoli"                         | D.R.A.M. hợp tác với Lil Yachty                                                                 |
| 35  | "Don't"                            | Bryson Tiller                                                                                   |
| 36  | "Dangerous Woman"                  | Ariana Grande                                                                                   |
| 37  | "Jumpman"                          | Drake và Future                                                                                 |
| 38  | "I Hate U, I Love U"               | Gnash hợp tác với Olivia O'Brien                                                                |
| 39  | "Here"                             | Alessia Cara                                                                                    |
| 40  | "Same Old Love"                    | Selena Gomez                                                                                    |
| 41  | "Controlla"                        | Drake                                                                                           |
| 42  | "Like I'm Gonna Lose You"          | Meghan Trainor hợp tác với John Legend                                                          |
| 43  | "One Call Away"                    | Charlie Puth                                                                                    |
| 44  | "Let It Go"                        | James Bay                                                                                       |
| 45  | "No"                               | Meghan Trainor                                                                                  |
| 46  | "Never Forget You"                 | Zara Larsson và MNEK                                                                            |
| 47  | "Let Me Love You"                  | DJ Snake hợp tác với Justin Bieber                                                              |
| 48  | "Don't Mind"                       | Kent Jones                                                                                      |
| 49  | "H.O.L.Y."                         | Florida Georgia Line                                                                            |
| 50  | "We Don't Talk Anymore"            | Charlie Puth hợp tác với Selena Gomez                                                           |
| 51  | "Into You"                         | Ariana Grande                                                                                   |
| 52  | "Gold"                             | Kiiara                                                                                          |
| 53  | "Exchange"                         | Bryson Tiller                                                                                   |
| 54  | "679"                              | Fetty Wap hợp tác với Remy Boyz                                                                 |
| 55  | "Oui"                              | Jeremih                                                                                         |
| 56  | "Hands to Myself"                  | Selena Gomez                                                                                    |
| 57  | "2 Phones"                         | Kevin Gates                                                                                     |
| 58  | "Starboy"                          | The Weeknd hợp tác với Daft Punk                                                                |
| 59  | "For Free"                         | DJ Khaled hợp tác với Drake                                                                     |
| 60  | "Never Be Like You"                | Flume hợp tác với Kai                                                                           |
| 61  | "In the Night"                     | The Weeknd                                                                                      |
| 62  | "Me Too"                           | Meghan Trainor                                                                                  |
| 63  | "Ex's & Oh's"                      | Elle King                                                                                       |
| 64  | "Die a Happy Man"                  | Thomas Rhett                                                                                    |
| 65  | "White Iverson"                    | Post Malone                                                                                     |
| 66  | "Close"                            | Nick Jonas hợp tác với Tove Lo                                                                  |
| 67  | "Unsteady"                         | X Ambassadors                                                                                   |
| 68  | "Sucker for Pain"                  | Lil Wayne, Wiz Khalifa, và Imagine Dragons với Logic và Ty Dolla Sign hợp tác với X Ambassadors |
| 69  | "Down in the DM"                   | Yo Gotti hợp tác với Nicki Minaj                                                                |
| 70  | "Luv"                              | Tory Lanez                                                                                      |
| 71  | "Sorry"                            | Beyoncé                                                                                         |
| 72  | "Can't Feel My Face"               | The Weeknd                                                                                      |
| 73  | "Hymn for the Weekend"             | Coldplay                                                                                        |
| 74  | "Say It"                           | Tory Lanez                                                                                      |
| 75  | "Antidote"                         | Travis Scott                                                                                    |
| 76  | "Lost Boy"                         | Ruth B                                                                                          |
| 77  | "Side to Side"                     | Ariana Grande hợp tác với Nicki Minaj                                                           |
| 78  | "Sit Still, Look Pretty"           | Daya                                                                                            |
| 79  | "Wildest Dreams"                   | Taylor Swift                                                                                    |
| 80  | "Middle"                           | DJ Snake hợp tác với Bipolar Sunshine                                                           |
| 81  | "On My Mind"                       | Ellie Goulding                                                                                  |
| 82  | "Pop Style"                        | Drake hợp tác với The Throne                                                                    |
| 83  | "When We Were Young"               | Adele                                                                                           |
| 84  | "Hide Away"                        | Daya                                                                                            |
| 85  | "Lean On"                          | Major Lazer và DJ Snake hợp tác với MØ                                                          |
| 86  | "I Know What You Did Last Summer"  | Shawn Mendes và Camila Cabello                                                                  |
| 87  | "All the Way Up"                   | Fat Joe, Remy Ma và Jay Z hợp tác với French Montana và Infared                                 |
| 88  | "Watch Me"                         | Silentó                                                                                         |
| 89  | "Back to Sleep"                    | Chris Brown                                                                                     |
| 90  | "No Limit"                         | Usher hợp tác với Young Thug                                                                    |
| 91  | "Cut It"                           | O.T. Genasis hợp tác với Young Dolph                                                            |
| 92  | "Really Really"                    | Kevin Gates                                                                                     |
| 93  | "All In My Head (Flex)"            | Fifth Harmony hợp tác với Fetty Wap                                                             |
| 94  | "Starving"                         | Hailee Steinfeld và Grey hợp tác với Zedd                                                       |
| 95  | "Adventure of a Lifetime"          | Coldplay                                                                                        |
| 96  | "Humble and Kind"                  | Tim McGraw                                                                                      |
| 97  | "Wicked"                           | Future                                                                                          |
| 98  | "Tiimmy Turner"                    | Desiigner                                                                                       |
| 99  | "See You Again"                    | Wiz Khalifa hợp tác với Charlie Puth                                                            |
| 100 | "Perfect"                          | One Direction                                                                                   |